# 52266 Van Flandern
52266 Van Flandern este un asteroid din centura principală de asteroizi.

## Descriere
52266 Van Flandern este un asteroid din centura principală de asteroizi. A fost descoperit pe 10 ianuarie 1986 la Observatorul Palomar de Carolyn S. Shoemaker și Eugene M. Shoemaker. Asteroidul prezintă o orbită caracterizată de o semiaxă mare de 2,33 ua, o excentricitate de 0,22 și o înclinație de 23,7° în raport cu ecliptica.